# Murder to the Mind
Murder to the Mind è una canzone di Tash Sultana, cantante e polistrumentista di nazionalità australiana, pubblicata il 21 aprile 2017 come singolo principale estratto dall'album di debutto Flow State.

## Tracce
Download digitale
1. Murder to the Mind – 3:33

## Classifiche

### Classifiche settimanali
| Classifica (2017) | Posizione massima |
| ----------------- | ----------------- |
| Australia         | 59                |